# Lijst van burgemeesters van Coevorden
Dit is een lijst van burgemeesters van de Nederlandse gemeente Coevorden in de provincie Drenthe.
| Naam burgemeester                | Geb. datum        | Datum ovl.        | Ambtsperiode                        | Partij of stroming | Bijzonderheden | Foto |
| -------------------------------- | ----------------- | ----------------- | ----------------------------------- | ------------------ | --- | ---- |
| Serp Jansen Meinsma              | ?                 | ?                 | ongeveer 1638 tot ?                 |                    | S13.12.1638 (RAD inv.392. Burgerboek Coevorden fol 14.) |      |
| J. Bierling                      | ?                 | ?                 | ongeveer 1727 tot ongeveer 1737     |                    | Bron: 0116 Burgerlijk bestuur van de stad Coevorden, Drents Archief. |      |
| Berend Slingenberg               | 6 oktober 1769    | 13 oktober 1849   | 1811 tot 1842                       |                    | |      |
| Louwerens Rikkers                | 19 september 1791 | 23 augustus 1864  | 1843 tot 1856                       |                    | |      |
| Gerrit Woltersom                 | 27 juli 1810      | 3 september 1886  | 1856 tot 1886                       |                    | |      |
| Jan Willem van der Lelij         | 18 september 1847 | 9 januari 1920    | 30 oktober 1886 tot 9 januari 1920  |                    | |      |
| Adrianus Gautier                 | 6 juli 1883       | 6 september 1967  | 1 april 1920 tot 1 augustus 1948    |                    | In 1944 moest burgemeester Gautier onderduiken en werd hij met ingang van 2 oktober 1944 vervangen door N.S.B.-burgemeester L.J.E. Cloosterhuis. Voorheen burgemeester van Berkenwoude |      |
| Antoine Feith                    | 20 september 1916 | 20 september 1982 | 1 maart 1949 tot 1 januari 1959     |                    | was burgemeester van Zweeloo, werd burgemeester van Voorburg |      |
| Pieter Wolters                   | 10 augustus 1920  | 19 augustus 2010  | 1 juli 1959 tot 16 februari 1970    | VVD                | werd burgemeester van Middelburg |      |
| Roelf Sietze Hofstee Holtrop     | 3 januari 1926    | 23 april 2014     | 16 juni 1970 tot 1 november 1974    | VVD                | was burgemeester van Oosterhesselen, werd burgemeester van Haren |      |
| Willem Hoekzema                  | 21 juli 1939      |                   | 1 augustus 1975 tot 8 februari 1983 | VVD                | werd Staatssecretaris van Defensie, burgemeester van Huizen en Den Helder |      |
| Bert (L.H.B.) Spahr van der Hoek | 26 juli 1946      |                   | 1 september 1983 tot 1 juni 1997    | VVD                | werd burgemeester van Middelburg |      |
| Leo (L.A.) van Splunder          | 1 december 1924   | 16 januari 2005   | 1997 - 1998                         |                    | waarnemend; was onder ander burgemeester van Hardenberg |      |
| mr. ing. Berend (B.P.) Jansema   | 24 januari 1943   | 14 februari 2021  | 1 januari 1998 - 31 december 2003   | VVD                | was eerder burgemeester van Rossum, Heerewaarden en Harlingen |      |
| cand. Bert (B.J.) Bouwmeester    | 28 juni 1959      |                   | 1 januari 2004 - 30 september 2021  | D66                | was burgemeester van Monster |      |
| ing. Renze (R.) Bergsma          | 14 juni 1976      |                   | 1 oktober 2021 - heden              | CDA                | was Statenlid van Noord-Brabant |      |